# Руствечко
Руствечко — колишнє сполонізоване село в Мостиському районі Львівської області. 

## Історія
У 1880 р. село належало до Мостиського повіту Королівства Галичини та Володимирії Австро-Угорської імперії, в селі було  47 будинків і 215 жителів, а на землях фільварку 4 будинки і 41 мешканець, з них 20 греко-католиків, 250 римо-католиків, 19 юдеїв і 6 німців. Місцеві греко-католики належали до парафії Мишлятичі Мостиського деканату Перемишльської єпархії.
На 1 січня 1939 року в селі мешкало 350 осіб, з них 20 українців, 300 поляків і 30 євреїв. Село входило до ґміни Мосьціска Мостиського повіту Львівського воєводства Польської республіки. Після анексії СРСР Західної України в 1939 році село включене в 1940 р. до Мостиського району Дрогобицької області.